# 野代村
野代村（のしろむら）は三重県桑名郡にあった村。現在の桑名市多度町の南西部にあたる。

## 地理
- 河川：揖斐川、肱江川

## 歴史
- 1889年（明治22年）4月1日 - 町村制の施行により、中須村・南之郷村・大鳥居村・下野代村の区域をもって発足。
- 1955年（昭和30年）1月8日 - 多度町・古浜村・古美村・七取村と合併し、改めて多度町が発足。同日野代村廃止。

## 交通

### 鉄道路線
- 近畿日本鉄道
  - 養老線（現・養老鉄道養老線）
    - 下野代駅